# Jacek Czaputowicz
Jacek Krzysztof Czaputowicz, né le 30 mai 1956 à Varsovie, est un diplomate et homme politique polonais, membre du parti Droit et justice (PiS). Il est ministre des Affaires étrangères de janvier 2018 à août 2020.

## Biographie
Jacek Czaputowicz est né à Varsovie, le 30 mai 1956. De 1980 à 1983, il étudie la géographie à l'université de Varsovie. En 1986, il est diplômé de la faculté d'économie de l'école des hautes études commerciales de Varsovie.
Il rejoint le ministère des Affaires étrangères en 1990. Il est nommé directeur adjoint, puis directeur du département des affaires consulaires et de l'émigration (1990-1992). De 1993 à 1998, il est conseiller principal auprès du ministre des études et de la planification. En 1998, il est devenu directeur adjoint du département des négociations d'adhésion au bureau du comité de l'intégration européenne. La même année, il devient chef adjoint de la fonction publique et exerce ses fonctions jusqu'en 2006. Il a été directeur du département de la stratégie et de la planification de la politique étrangère du ministère des Affaires étrangères jusqu'en 2008.
Il a été vice-président du Conseil de la fonction publique (2007-2009), du conseil d'administration de l'Institut européen d'administration publique de Maastricht (2006-2010) et du Conseil de la fonction publique du Premier ministre (2007-2009). De 2008 à 2012, il est directeur de l'École nationale d'administration publique. En 2014, il devient membre du conseil de programme du parti « Droit et justice ». À partir de janvier 2017, il est directeur de l'Académie diplomatique du ministère des Affaires étrangères. Il a également rejoint le conseil d'administration de l'Institut polonais des affaires internationales. Le 15 septembre 2017, la présidente du Conseil des ministres Beata Szydło le nomme sous-secrétaire d'État au ministère des Affaires étrangères.
Le 9 janvier 2018, il est nommé ministre des Affaires étrangères.
Le 17 décembre 2018, il déclare que la France « tire l'Europe vers le bas » dans le contexte du mouvement des Gilets jaunes et de l'attaque terroriste du 11 décembre 2018 à Strasbourg.